# Петар Жебељан
Петар Жебељан (рођен 1939. године у Перлезу, у Банату) српски је новинар и писац. Члан је Удружења за културу, уметност и међународну сарадњу „Адлигат” у Београду.

## Биографија
Жебељан је на Филолошком факултету у Београду завршио српску и светску књижевност. Од 1966. до 2004. био је новинар и уредник у Радио Београду. У овој кући је највише радио образовне и емисије за децу, али и информативне, документарне, драмске, забавне и документарно-музичке емисије.
Добио је више награда за радиофонско стваралаштво на фестивалима у Охриду и на Брезовици и награду Змајевих дечјих игара 2000. године за неговање у унапређење савременог стваралаштва за децу.
Као средњошколац и студент писао је и објављивао поезију, кратке приче, осврте и новинске чланке и репортаже. Потом је одложио литерарно перо све до 2002. године када је поново почео да пише.

Члан је Удружења за културу, уметност и међународну сарадњу „Адлигат” у Београду од 2015. године, а током година поклонио је Удружењу велики број књига из своје личне библиотеке.
Ћерка му је академик и композитор Исидора Жебељан.

## Рецепција
Радивоје Микић о књизи „Једном у Перлезу“: „Приче из књиге „Једном у Перлезу“ говоре о свету кога више нема, свету који је само део онога са чиме се један дечак давно растао. Топлина са којом Петар Жебељан прича о једној породици и њеном животу, о обичајима и празницима који су свима доносили радост, показује да је он снажно волео и сам Перлез и људе у њему. Ове приче нису измишљене, оне садрже описе онога што се стварно догодило и зато су оне за малог читаоца прилика да упореди сопствени живот са животом јунака књиге „Једном у Перлезу“. У том поређењу предност ће добити оно што је нестало, што сада делује сасвим нестварно...“
Весна Алексић о књизи „Ницање душе“: „Иза наслова „Ницање душе“ крије се један крајње необичан, шарен и светлуцав фотошоп детињства. У њему су нанизане слике једног одрастања, слике толико живе и јаке да су се отеле почетној намери кратких прича и наставиле свој независни живот у души оног ко почне да их чита...“
Драгомир Брајковић о антологији „Српске антејске песме“: „Саставио је и склопио Петар Жебељан једну необичну и, верујемо, за читање привлачну књигу. Овакву књигу до сада нисмо имали. Самим тим подухват је вредан пажње и уважавања. И да нема других особености и квалитета (а има их у изобиљу), ова књига ће се као новина, као оригинална и смела идеја, памтити. Настојећи да пажњу читалаца, али и будућих истраживача, скрене на један не много уочљив, али важан ток српске поезија, на српску антејску песму, указујући на неке данас заборављене песнике, или, пак, на непознате или мање познате њихове песме, приређивач је оживео, како песме, тако и њихове ауторе, уводећи их у нов контекст и ново трајање..."
Љубивоје Ршумовић о књизи „Ждралови над Перлезом“: „Некад је неко рекао да историја описује догађаје како су се догодили, а литература онако како су се могли догодити. Међутим, има много примера и много аутора који су срећно уклопили историју у књижевност и књижевност у историју. Писана чистим српским језиком, са лепим украсима локалног говора, ова је књига својеврсни водич кроз време, сведочанство о мукама српског народа притиснутог туђом политиком и туђим хировима и интересима, на широком, равном и плодном панонском пољу. Не треба бити видовит и схватити да те муке трају до дана данашњих и да их се српски народ, по свој прилици, никада неће ослободити...“
Весна Ћоровић Бутрић о књизи „Мали радио у великом радију“: „Књиге остају за сећање. Емисије су пролазне. Поготово оне „живе“. А таквих је и данас много, као, оно некада, кад је радијски програм почињао. Баш због тога је тешко изабрати: кога се сетити, чије сведочење забележити, некога не заборавити. У овом послу има и уредника: главних и одговорних, и „већих“ и „мањих“, има директора, али сигурно нема неважећих људи, оних чији рад, као део те слагалице, може да остане занемарљив. Радијска емисија и оне за децу је управо то: слагалица у којој учествују сви...“
Сава Пантовић: „Историјске заврзламе“ „Ми о прошлости углавном сазнајемо учећи званичну историју у школама, или, касније, када ишчитавамо историјске књиге. Међутим, о многим догађајима и личностима у прошлости, али и о обичним људима и појавама, има података о којима уџбеници и научне студије не говоре. То би могла бити скривена и заборављена страна историје, оно непознато из прошлости. Када уроните у странице ове књиге, верујемо да ћете доживети пријатно и узбудљиво путовање кроз време, пределе, градове, села, обичаје... упознајући тако другу страну медаље многих знаних и незнаних људи и догађаја...“